# Rádio Clube (Santos)
Rádio Clube é um bairro localizado na Zona Noroeste da cidade de Santos.
Recebeu este nome devido à instalação da antena de transmissão da Rádio Clube de Santos, a primeira emissora da cidade. Sua ocupação se deu em 1950 onde se fixaram migrantes nordestinos que vieram trabalhar na refinaria Presidente Bernardes e no Porto de Santos.
Conta com uma população aproximada de 26 mil habitantes, sendo um dos mais populosos bairros da cidade. Caracteriza-se como um bairro residencial, reunindo diversos conjuntos habitacionais como a Vila Pelé e Vila Telma. Abriga também parte da maior favela de palafitas do Brasil, Nos Caminhos São José e São Sebastião, áreas de vulnerabilidade da cidade. Tem como principais referências a Rua Vereador Álvaro Guimarães, importante via e polo comercial, e a Praça Doutor Jerônimo La Terza, que é terminal de embarque e desembarque dos ônibus municipais das linhas 13, 102, 152, 153, 154, 155, 156, 194 e 198, e 944 (EMTU) que fazem conexão ao Terminal Valongo e a estações do  VLT de Santos.
Possui também uma ampla praça frente a Igreja Católica, e um posto do  Corpo de Bombeiros localizada na mesma, Praça Doutor Bruno Barbosa.A Avenida Dom Jaime de Barros Câmara corta o Rádio Clube do bairro vizinho, Castelo, este local é por vezes citado como Castelo de forma errônea.
O bairro possui ares de interior em pleno litoral e pela noite, após o trabalho, os vizinhos se encontram nas calçadas na frente de suas casas para bater papo. Nas ruas tranquilas, as crianças podem brincar à vontade. Esse cenário de cidade do interior pode ser encontrado no Rádio Clube. A vida no local melhorou nas últimas décadas mas alguns problemas persistem. Entretanto, o bairro será um dos primeiros beneficiados com o Programa Santos Novos Tempos, que visa a macrodrenagem da Zona Noroeste de Santos, justificada pela altimetria da região, que revela o potencial para alagamentos em situações de maré alta combinadas com chuvas muito fortes. O Programa também tem como objetivo a substituição das palafitas às margens do Rio dos bugres por moradias populares, o que auxiliará na eliminação da poluição ambiental.
O bairro possui quatro escolas de ensino fundamental (UME João Ignácio de Souza, UME Walter Sampaio Smolka, UME Hilda D'Onofrio Papa, UME Pedro Crescenti) sob a responsabilidade da Secretaria de Educação do município e uma escola de ensino médio (E. E. Prof. Francisco Meira), do governo do estado. Conta também com uma Policlínica e a sede do Instituto Arte no Dique.